# Canadian Airlines
Canadian Airlines International Ltd. («Кане́йдиан Э́рлайнс», действовавшая, как Canadian Airlines) — бывшая магистральная авиакомпания Канады, второй по величине после Air Canada авиаперевозчик страны со штаб-квартирой в городе Калгари, Альберта.
По данным статистических отчётов авиакомпания Canadian Airlines в 1996 году перевезла 11,9 млн пассажиров, имея собственную маршрутную сеть в более чем 160 пунктов назначения в 17 странах на пяти континентах мира, при этом компания выполняла рейсы в 105 аэропортов Канады, имея самое крупное маршрутное расписание внутри страны по сравнению с другими авиаперевозчиками.
Авиакомпания закрыла 1999 финансовый год с доходом около 3 млрд долларов США, а в 2001 году была поглощена национальной авиакомпанией Канады Air Canada.

## История
Авиакомпания Canadian Airlines International Ltd. была образована в качестве дочернего подразделения холдинга «PWA Corporation» (впоследствии — «Canadian Airlines Corporation») 27 марта 1987 года путём слияния пяти независимых авиаперевозчиков: Canadian Pacific Airlines, Eastern Provincial Airways, Nordair и Pacific Western Airlines.
В 1989 году холдинг PWA Corporation присоединил в состав объединённой компании шестого перевозчика Wardair, вывев тем самым Canadian Airlines на важнейшие позиции в области коммерческих авиаперевозок в мире с крупной разветвлённой сетью регулярных маршрутов как внутри страны, так и за её пределами. Главными транзитными узлами (хабами) авиакомпании являлись Международный аэропорт Монреаля Дорваль (впоследствии переименованный в Международный аэропорт имени Пьера Эллиота Трюдо), Международный аэропорт Калгари, Международный аэропорт Торонто Пирсон и Международный аэропорт Ванкувера.
После спада на мировом рынке воздушных перевозок в 1991 году руководство Canadian Airlines провело масштабную оптимизацию своей операционной деятельности и реструктуризацию финансовых активов, потратив на это более 700 млн долларов США.
1 ноября 1996 года президент и генеральный директор компании Кевин Бенсон представил новую стратегию развития авиакомпании, нацеленную на снижение операционных издержек и повышение её прибыльности. План очередной реструктуризации должен был осуществляться поэтапно в течение следующих четырёх лет и главным образом состоял из постоянного контроля за расходами всех подразделений компании, повышением доходной части бюджета, капитализации и обновления парка воздушных судов. В стратегии Бенсона немаловажное место уделялось образованию совместно с авиакомпаниями Qantas, American Airlines и British Airways глобального авиационного альянса пассажирских перевозок Oneworld. Реализация плана реструктуризации деятельности авиакомпании началась хорошими темпами, однако, вследствие экономического спада на рынках Азии Canadian Airlines была вынуждена резко сократить регулярные рейсы на азиатском направлении, которые на тот момент являлись самыми выгодными маршрутами и приносили компании существенную прибыль.
Авиакомпания имела собственную бонусную программу поощрения часто летающих пассажиров Canadian Plus, которая к концу 1990-х годов являлась одной из крупнейших в мире программ с партнёрскими отношениями с более, чем 60 иностранными авиакомпаниями, множеством гостиниц, компаниями по аренде и прокату автомобилей и другими финансовыми и транспортными партнёрами. К началу 2000 года Canadian Plus насчитывала более трёх миллионов своих постоянных членов.
В начале 2000-х годов Canadian Airlines снова вышла на азиатский рынок авиаперевозок и существенно расширила своё присутствие в нём, открыв восемь маршрутов в разные страны, включая международные аэропорты Малайзии и Филиппин. Всё это позволило авиакомпании занять лидирующую позицию в Азии среди остальных канадских авиаперевозчиков.
Основной упор дальнейшего расширения руководство Canadian Airlines делало на упрочении позиций в Международном аэропорту Ванкувера и превращении его в свой главный транзитный шлюз между Северной Америкой и Азией. Не последнюю роль в реализации данной модели играло партнёрство по альянсу Oneworld с магистральной авиакомпанией США American Airlines.
Несмотря на наличие мощной маршрутной сети на внутренних и международных направлениях, большое число постоянных клиентов и амбициозные планы руководства, авиакомпания не смогла справиться с задачей снижения операционных издержек, в 2000 году вышла на предбанкротное состояние и была приобретена флагманским авиаперевозчиком Канады Air Canada. В качестве претендентов помимо Air Canada выступало множество других авиакомпаний, в том числе и американская American Airlines, являвшаяся главной заинтересованной стороной в приобретении канадского перевозчика. Однако, поскольку American Airlines уже владела 25 % акций Canadian Airlines и по канадскому законодательству доля участия иностранной компании в 25 процентов является максимумом, в сделке по приобретению Canadian Airlines американской компании было отказано. Генеральный директор American Airlines, ранее возглавлявший Canadian Pacific Airlines и Air Canada, попытался пойти другим путём и сделал попытку приобрести контрольный пакет акций в объединённой авиакомпании Air Canada, чтобы затем перевести её из конкурирующего альянса Star Alliance в Oneworld. В результате неудачного лоббирования в федеральном правительстве идеи по ослаблению ограничения на участие иностранного капитала в собственности канадских авиакомпаний American Airlines была вынуждена продать свою долю в Air Canada и остаться с нереализованными идеями захвата крупного сегмента рынка авиаперевозок в Северной Америке.

## Флот
На момент слияния с Air Canada воздушный флот авиакомпании Canadian Airlines составляли 163 самолёта следующих типов:
- Airbus A320
- Boeing 737—200, 200-ELR и 200-Combi
- Boeing 767-300ER
- Boeing 747—400 и Combi
- McDonnell Douglas DC-10-30
- Fokker F28-1000
- British Aerospace J-31
- DeHavilland Canada Dash 8-100 and 300
- Beech 1900-D
- ATR-42

## Пассажирские салоны
Пассажирские салоны самолётов авиакомпании Canadian Airlines комплектовались тремя классами комфортности:
- Первый класс (литер F)
- Бизнес-класс (литер J)
- «Канадский» класс (литер Y), по сути являвшийся аналогом экономического класса в других авиакомпаниях.

Сервис Первого класса предоставлялся только на широкофюзеляжных реактивных самолётах, сервис Бизнес-класса — только на реактивных самолётах международных линий.

## Залы повышенной комфортности
Пассажирам — членам бонусной программы «Canadian Plus» предоставлялись услуги залов ожидания повышенной комфортности (которые назывались Empress Lounge), расположенных в следующих аэропортах Канады и за рубежом:
- Международный аэропорт Калгари
- Аэропорт Эдмонтон Сити-Сентер и Международный аэропорт Эдмонтон
- Международный аэропорт Галифакс Стэнфилд
- Международный аэропорт имени Пьера Эллиота Трюдо и Международный аэропорт Монреаль/Мирабель
- Международный аэропорт Оттава
- Международный аэропорт Сан-Франциско
- Международный аэропорт Торонто Пирсон, здание Терминала 3
- Международный аэропорт Ванкувер
- Международный аэропорт Астор Пьяццола, Буэнос-Айрес, Аргентина
- Международный аэропорт Мехико
- Международный аэропорт Рио-де-Жанейро/Галеан, Бразилия
- Международный аэропорт Сан-Паулу/Гуарульос, Бразилия
- Международный аэропорт Дон Мыанг, Бангкок, Таиланд
- Международный аэропорт Пекин Столичный
- Международный аэропорт Гонконг
- Международный аэропорт Нагоя
- Международный аэропорт Тайвань Таоюань, Тайбэй, Китай (Тайвань)
- Международный аэропорт Нарита, Токио, Япония
- Аэропорт Окленд
- Аэропорт Сидней
- Международный аэропорт Франкфурт
- Международный аэропорт Лондон Хитроу
- Миланский аэропорт Мальпенса, Милан, Италия
- Международный аэропорт имени Шарля де Голля, Париж, Франция
- Международный аэропорт имени Леонардо да Винчи, Рим, Италия

## Подразделения
Маршрутная сеть Canadian Airlines на внутренних авиаперевозках разделялась между пятью её подразделениями:
- Canadian Regional Airlines — 69 направлений в Британской Колумбии, Альберте, Саскачеване, Манитобе, Северной территории, Онтарио, а также в США. Canadian Regional Airlines являлась полностью подчерним подразделением Canadian Airlines;
- Calm Air International Ltd. — 27 маршрутов в Манитобе, северо-западной части Онтарио и в Северной территории. 45 процентов Calm Air принадлежало Canadian Airlines, авиакомпания продолжает работать на рынке региональных перевозок и в настоящее время;
- Inter-Canadien Inc. — полностью принадлежавшая Canadian Airlines выполняла регулярные рейсы в Оттаве, Торонто, Лабрадоре и по 26 пунктам назначения провинции Квебек;
- Air Atlantic — региональный партнёр Canadian Airlines, обслуживавший 16 регулярных рейсов в Атлантической Канаде, Квебеке, Онтарио и США;
- Canadian North — подразделение Canadian Airlines с маршрутной сетью из 10 рейсов по северной части Канады. В сентябре 1998 года перевозчик был продан в холдинг Norterra и в настоящее время продолжает деятельность в качестве независимой авиакомпании.

## Туроператор
Авиакомпания Canadian Airlines владела крупнейшим туристическим оператором Канады Canadian Holidays, в рамках программы «Canadian Getaways» которой выполнялись рейсы по следующим направлениям:
- Флорида
- Багамские острова
- Барбадос
- Бермудские острова
- Мексика
- Чили
- Куба
- Доминиканская Республика
- Сент-Киттс
- Ямайка
- Большой Кайман
- Коста-Рика
- Гавайские острова
- Аризона
- Калифорния
- Невада
- Пуэрто-Рико
- Тортола

## Авиапроисшествия и несчастные случаи
За весь период работы авиакомпании Canadian Airlines не зафиксировано ни одного случая, приведшего к человеческим жертвам.